# Sierra megye (Kalifornia)
Sierra megye az Amerikai Egyesült Államokban, azon belül Kalifornia államban található. Megyeszékhelye Downieville. Lakosainak száma 3236 fő (2020. április 1.). Sierra megye Nevada, Yuba, Plumas, Lassen és Washoe megyékkel határos.

## Népesség
A megye népességének változása:
| Lakosok száma | 3222 | 3101 | 3075 | 3047 | 2967 | 3005 | 3236 |
|               | 2010 | 2011 | 2012 | 2013 | 2015 | 2019 | 2020 |